# Arquitectura moderna de Miami

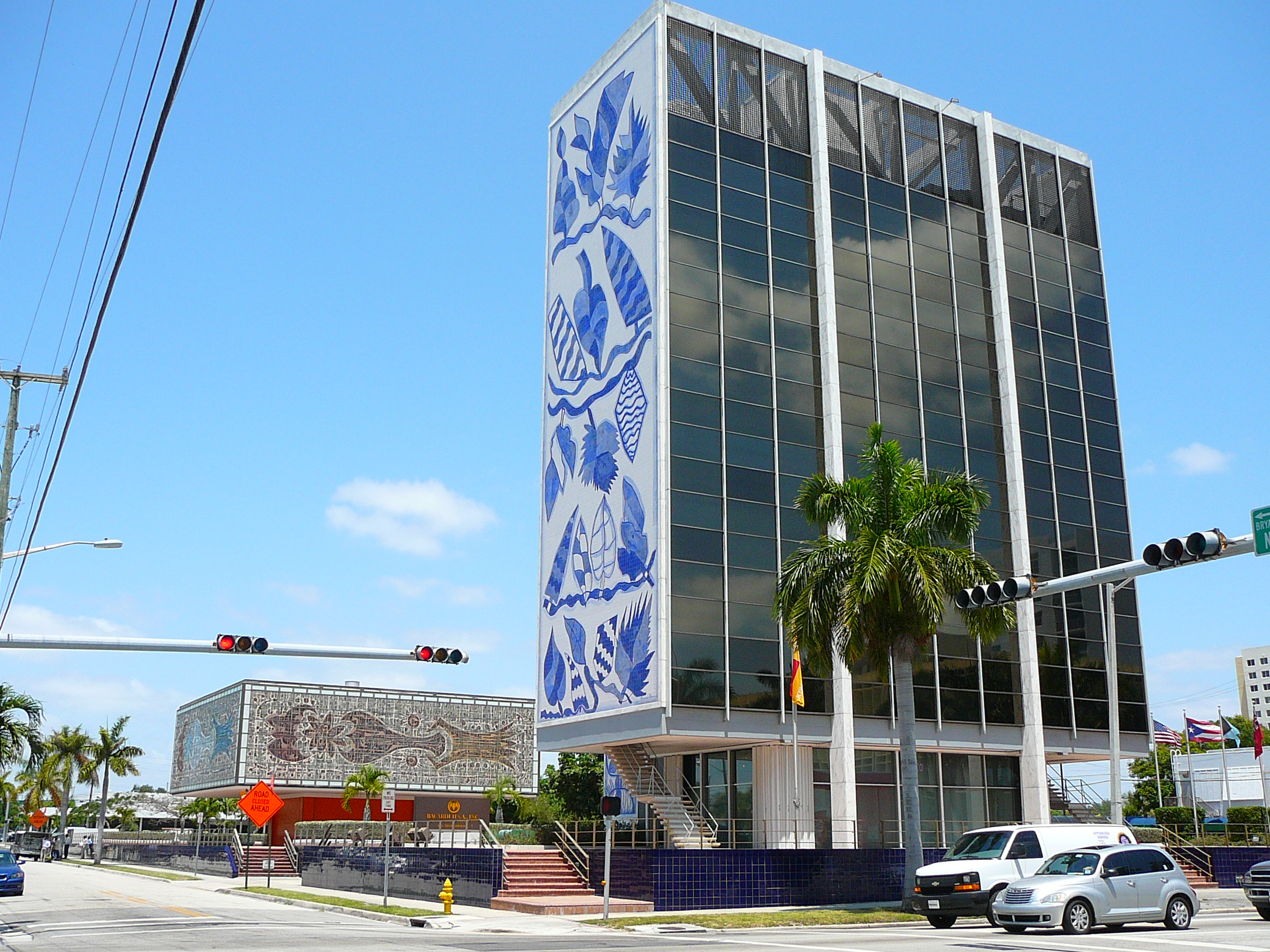
El Bacardi Building, construido en 1963 en Edgewater, es un ejemplo de la arquitectura moderna de Miami.

La arquitectura moderna de Miami (en inglés: Miami Modernist architecture), también conocida por su acrónimo en inglés, MiMo, es un estilo arquitectónico que se desarrolló en el sur de la Florida durante la posguerra de la Segunda Guerra Mundial. El estilo fue reconocido internacionalmente como una respuesta regionalista al estilo internacional y se puede apreciar en la mayor parte de los grandes resorts de Miami y Miami Beach construidos tras la Gran Depresión. Debido a que el estilo MiMo no era solo una respuesta a los movimientos arquitectónicos internacionales sino también a las exigencias de los clientes, se añadieron elementos de glamour, diversión y exceso de material a los estilos racionalistas, minimalistas y funcionalistas de la época. Actualmente, el estilo se puede observar principalmente a lo largo de Collins Avenue, en Miami Beach, y del Biscayne Boulevard, desde Midtown Miami hasta el Upper Eastside, pasando por el Design District.

## Historia

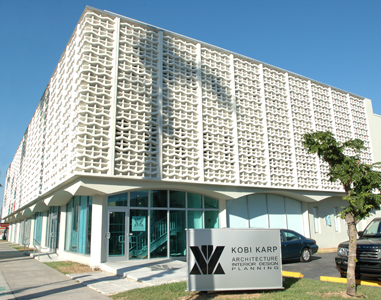
Las oficinas de Kobi Karp en el Biscayne Boulevard.

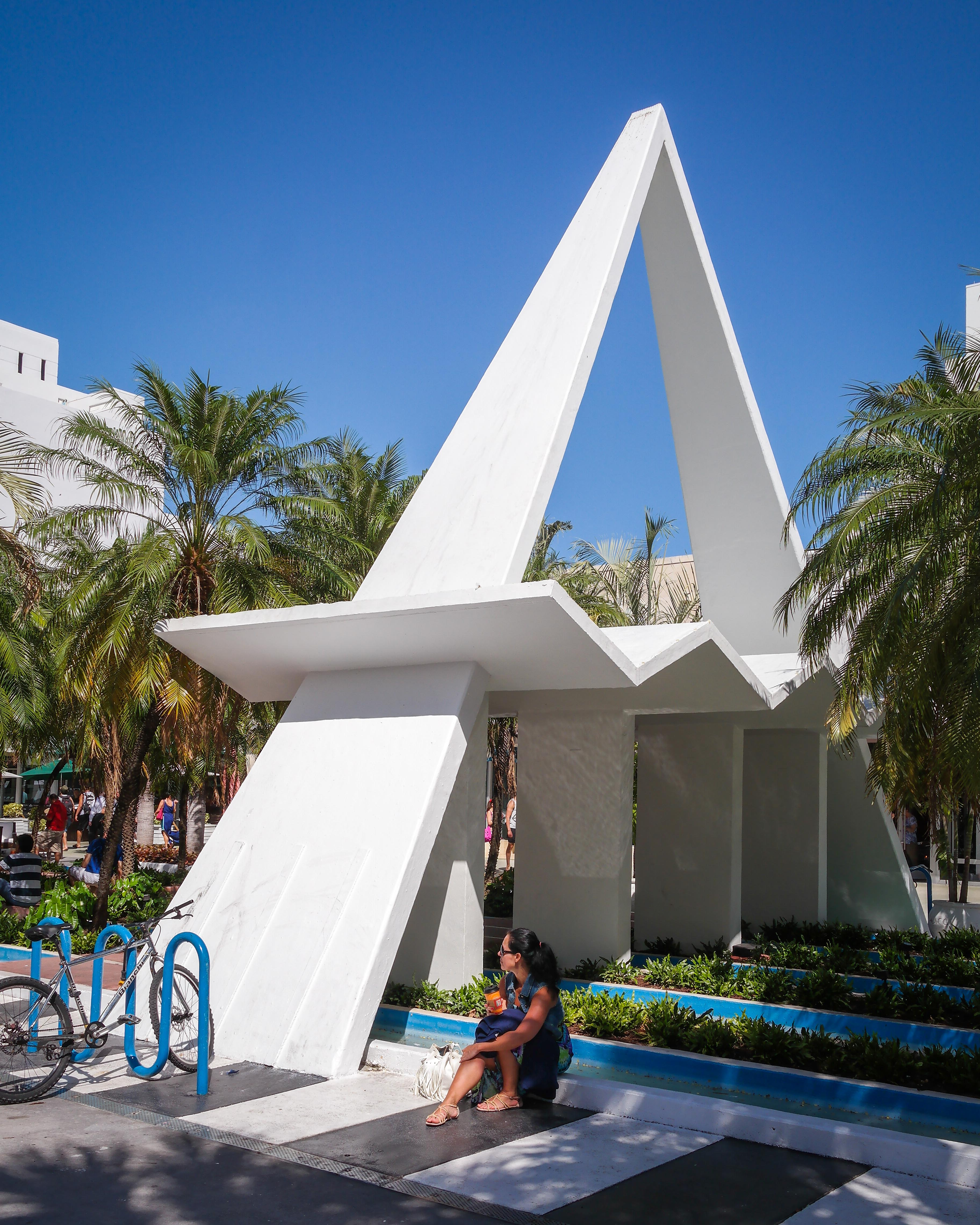
Caprichos de estilo MiMo en Lincoln Road.

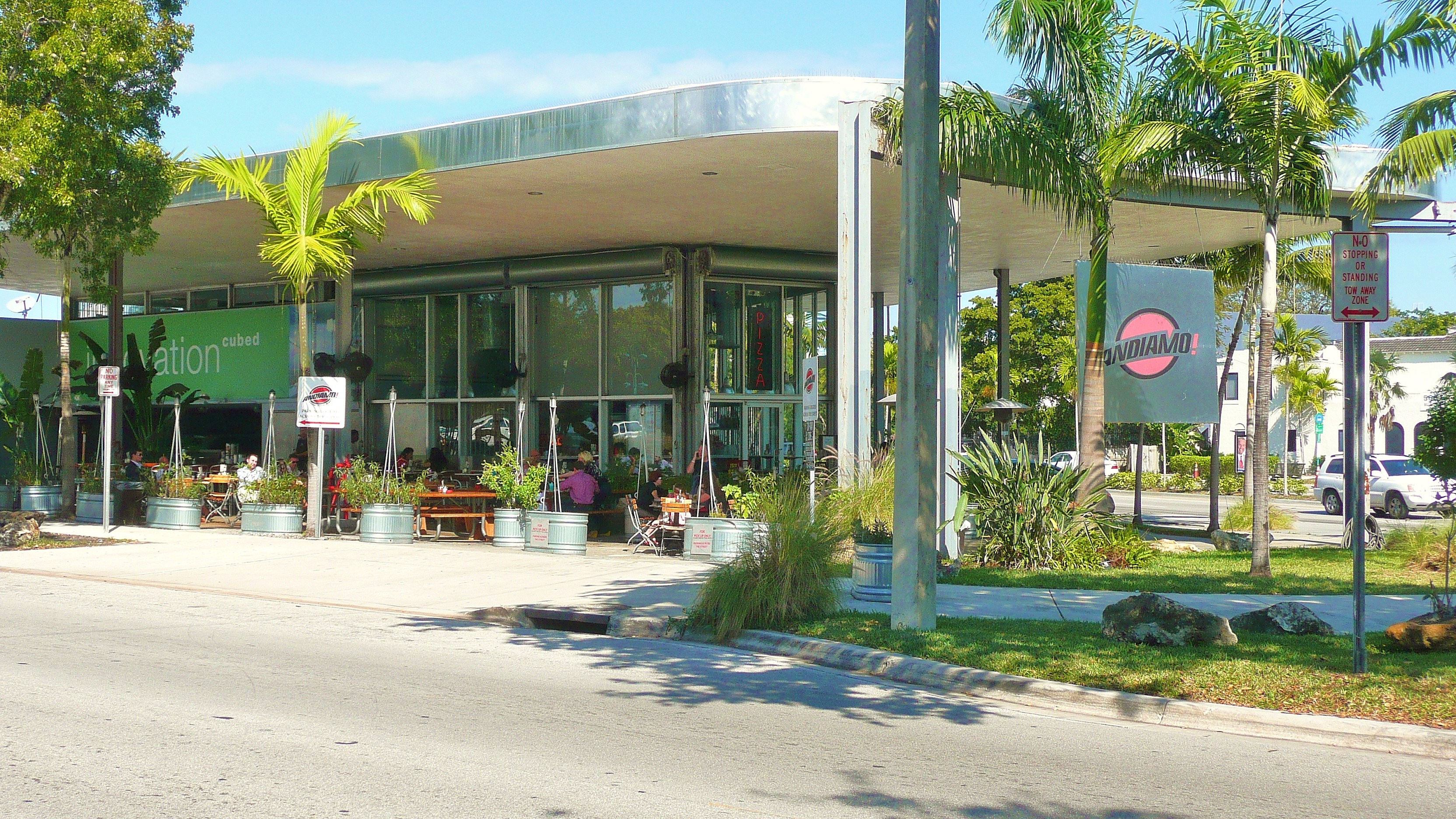
Un restaurante en el distrito histórico MiMo.

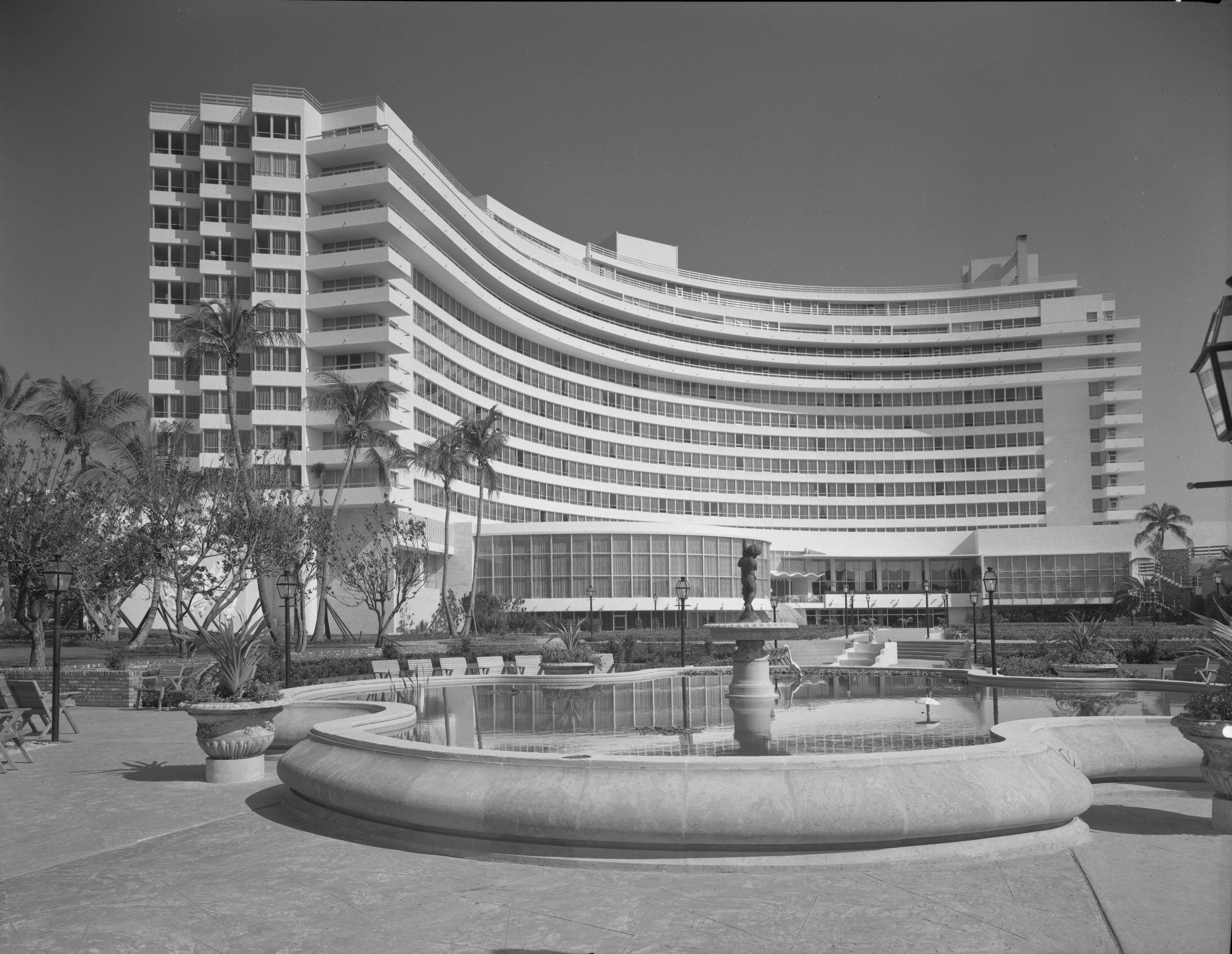
El Fontainebleau Hotel en 1955.

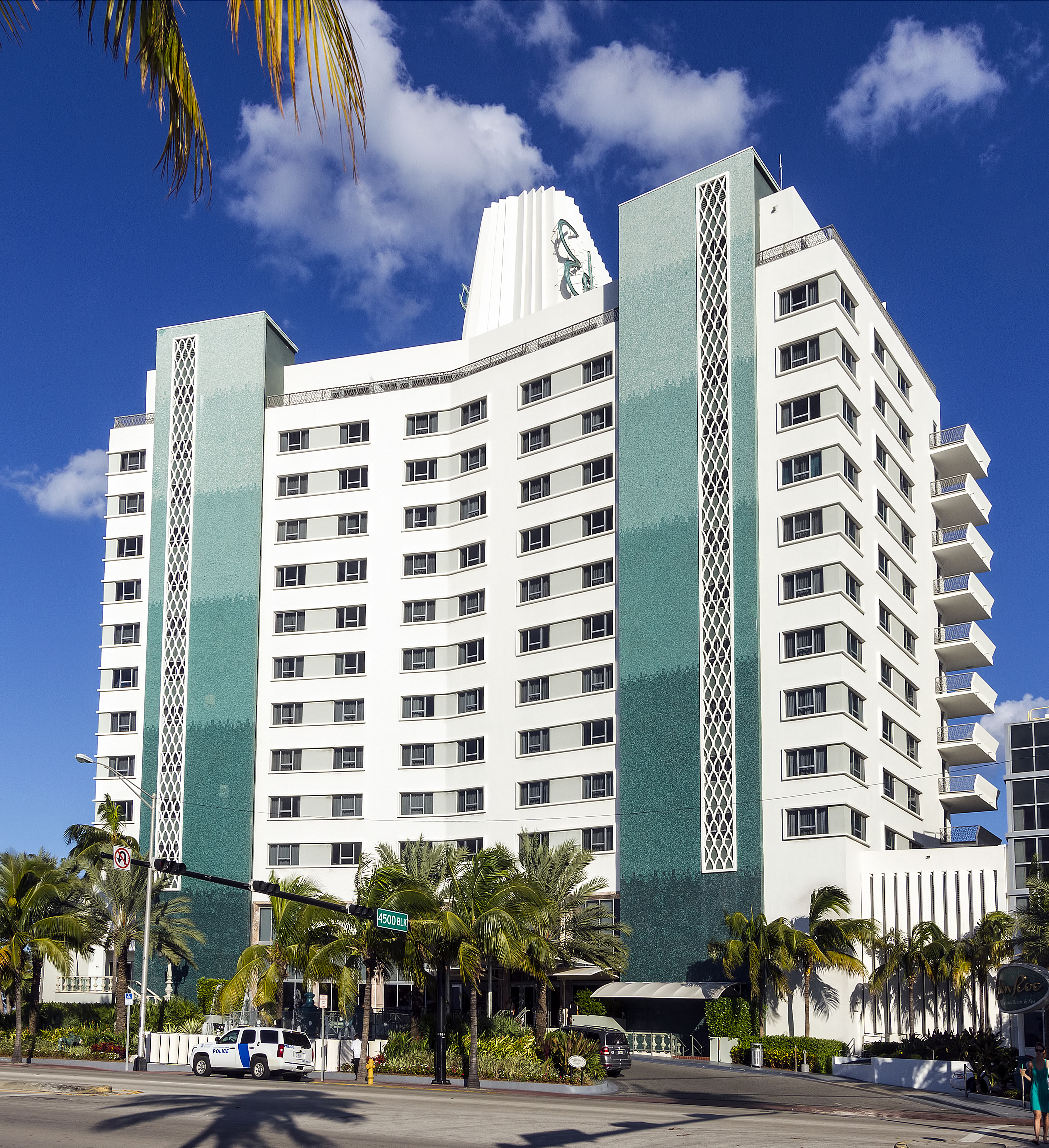
El hotel Eden Roc.

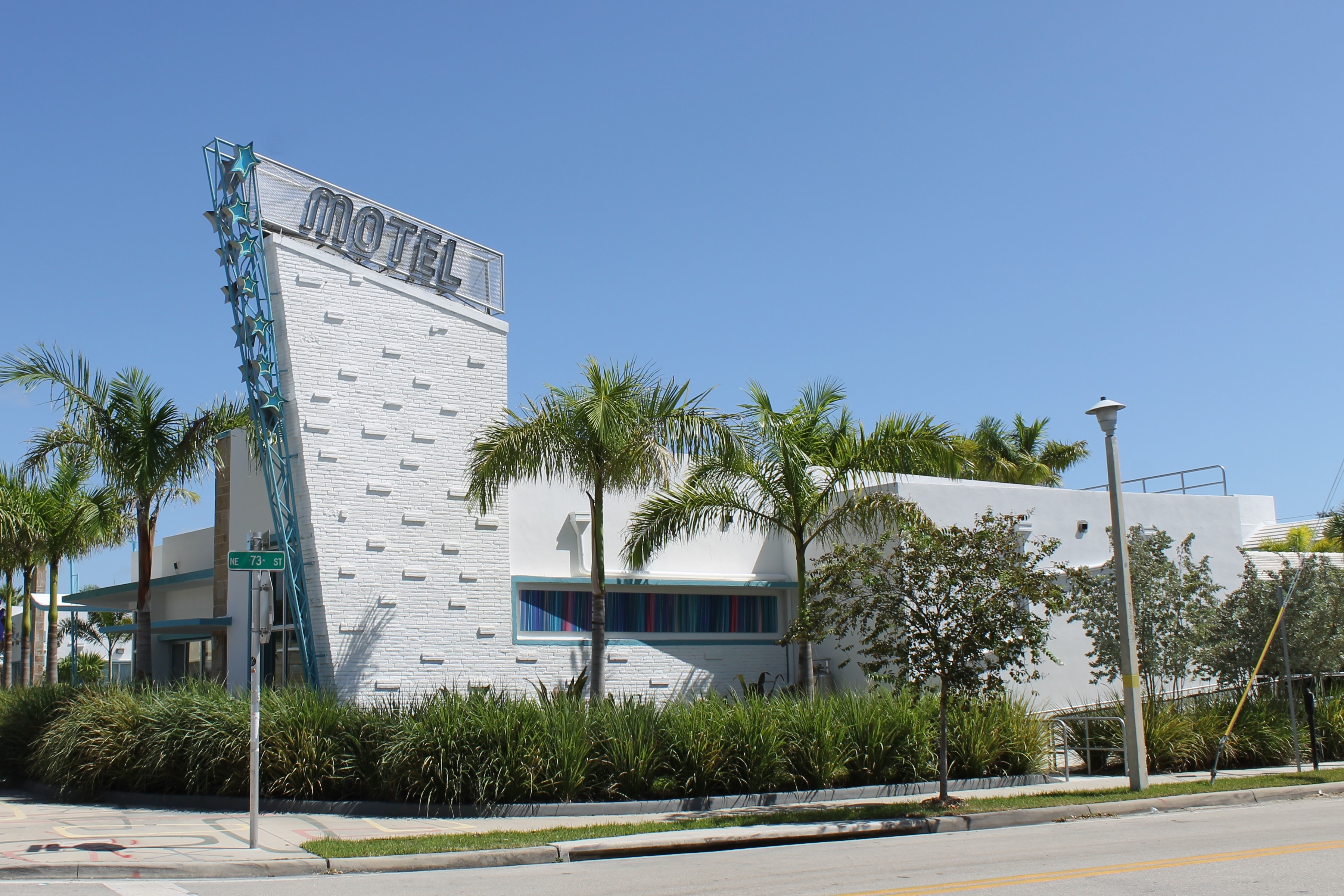
El Vagabond Motel, recién restaurado, en 2014.

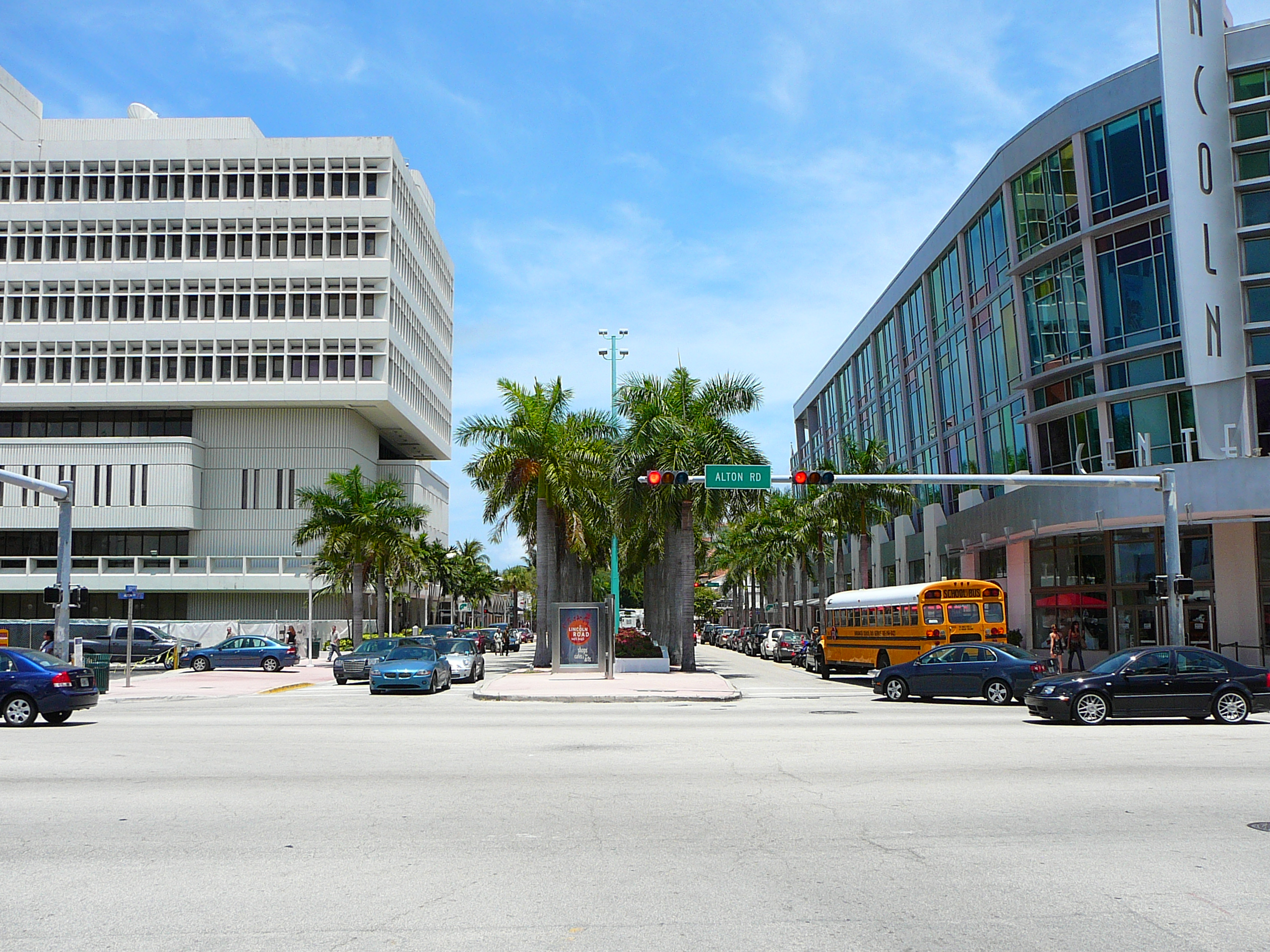
Lincoln Road en 2008, en la intersección con Alton Road. A la derecha se encuentra el Regal Cinema.

En buena medida, este estilo se desarrolló en Miami, inmediatamente después de la guerra, mediante la obra de arquitectos jóvenes, que estaban más alineados con las promociones mediáticas y el sensacionalismo que los arquitectos de mayor edad de la época. La región transmitió exitosamente su extravagante estilo de resorts a una audiencia nacional cautivada fácilmente por el relativo exotismo de la zona.
La arquitectura moderna de Miami se desarrolló fundamentalmente entre los años 1945 y 1960, en una época impregnada de optimismo y prosperidad tras la victoria estadounidense en la Segunda Guerra Mundial. En esta época emergió la clase media y se generalizó el uso del automóvil y los viajes en avión, lo que provocó un boom turístico en la zona de Miami, con la construcción de numerosos hoteles, complejos turísticos y residencias vacacionales. La arquitectura moderna sustituyó al art déco como estilo predominante de la ciudad, que había florecido fundamentalmente en las décadas de 1930 y 1940. Miami Beach tiene una de las mayores colecciones de arquitectura art déco del mundo; estos edificios se pueden encontrar principalmente en Ocean Drive y Collins Avenue.
El acrónimo MiMo se ha asociado solo recientemente con este estilo. La popularización de este término se atribuye al residente de Miami Beach Randall C. Robinson y al diseñador de interiores Teri D'Amico. Entre los ejemplos más destacables de este estilo se encuentran el Fontainebleau Hotel y los hoteles Eden Roc, Seacoast Towers, Deauville y Di Lido, todos ellos del famoso arquitecto Morris Lapidus; el Carillon Hotel, de Norman Giller, que fue votado «hotel del año» de Miami Beach en 1959; y el Diplomat Hotel original en Hollywood.

## Características
Entre las características principales de este estilo se encuentran los jardines interiores, los pasillos de apartamentos al aire libre, las escaleras simétricas y el uso de cornisas, ladrillos y piedras como elementos estéticos en las fachadas e incluso de bloques con agujeros de ventilación natural. El diseño de estos edificios juega con los elementos rectos y angulares y las curvas y círculos.
El movimiento MiMo trajo una mayor interacción entre el interior y el exterior de los edificios. Con este estilo llegaron patios, pasarelas, balcones, fachadas curvas y techos en voladizo con ángulos agudos que evocan a la aviación y a la era espacial. Aunque la arquitectura MiMo se adhería a la estética geométrica funcionalista propia del movimiento moderno de la época, esta variedad también era juguetona, excéntrica e incluso extravagante.
Este estilo se usó tanto en grandes hoteles y resorts como en modestos edificios de apartamentos con jardín. Estos eran habitualmente complejos de apartamentos de dos pisos de altura con un patio central y edificios simétricos a ambos lados unidos por pasarelas al aire libre. El respiro tranquilo y sombrío que proporcionaron los patios demostró ser un diseño deseable para las temperaturas subtropicales y el estilo de vida de Miami. En esencia, la arquitectura moderna de Miami puede caracterizarse como una respuesta caprichosa y tropical a las geometrías simples del estilo internacional.

## En la actualidad
Hoy en día, hay cuatro distritos históricos para explorar este estilo arquitectónico: el distrito histórico Morris Lapidus, el distrito histórico de resorts de North Beach, el distrito histórico de Normandy Isles y el distrito histórico MiMo a lo largo del Biscayne Boulevard.
Morris Lapidus diseñó algunos de los ejemplos más relevantes de MiMo en Miami Beach. En el distrito histórico que lleva su nombre, que tiene aproximadamente un kilómetro y medio de longitud, doce de las catorce propiedades están diseñadas en el estilo MiMo, y Lapidus diseñó cinco de ellas. Dos de sus edificios más emblemáticos son los hoteles Fontainebleau Miami Beach y Eden Roc, que están uno al lado del otro. El Fontainebleau Miami Beach tiene una amplia fachada curva y una piscina accesible a través de una gran escalera. Dentro del vestíbulo se encuentra la famosa «escalera a ninguna parte», una grandiosa escalera que solo conduce a un pequeño guardarropa.
La zona del Biscayne Boulevard está designada actualmente como el distrito histórico MiMo del Biscayne Boulevard, también llamado «MiMo on BiBo». El distrito histórico MiMo abarca aproximadamente desde la calle 50 noreste hasta la calle 77 noreste a lo largo del Biscayne Boulevard, la arteria principal de Miami hasta que se construyó la Interestatal 95, aunque también se puede encontrar este estilo en el Design District y en el Midtown. Se celebran muchos festivales anuales para promover la arquitectura moderna de Miami, como «Cinco de MiMo», un juego de palabras con la festividad del «cinco de mayo». La zona está rodeada por el Little River al norte, Bay Point Estates al sur, el Ferrocarril de la Costa Este de la Florida al oeste y la bahía Vizcaína al este. En Miami, la cultura de los moteles dio a luz a varios moteles clásicos de la década de 1950 en el Biscayne Boulevard, incluidos el Vagabond, el New Yorker, el Shalimar y el Sinbad.
La arquitectura MiMo se ha conservado bastante bien debido a que ha sido considerada patrimonio. Con sede en Miami Beach, la Miami Design Preservation League ofrece visitas guiadas a pie de la arquitectura moderna de Miami. En Miami, la MiMo Biscayne Association proporciona historia y mapas de la zona.

## Ejemplos notables
Algunos edificios de este estilo son los siguientes:
- Bacardi Building (Enrique Gutiérrez, 1963) – 2100 Biscayne Boulevard.
- King Cole Condominium (Melvin Grossman, 1961) – 900 Bay Drive.
- Biscayne Plaza Shopping Center (Robert Fitch Smith, 1953) – 7900 Biscayne Boulevard.
- New Yorker Boutique Hotel (Norman Giller, 1953) – 6500 Biscayne Boulevard.
- The Creek South Beach Motel, originalmente Ankara Motel (Reiff & Feldman, 1954) – 2360 Collins Avenue.
- Crystal House (Morris Lapidus, 1960) – 5055 Collins Avenue.
- Deco Palm Apartments (Gilbert Fein, 1958) – 6930 Rue Versailles.
- Dupont Plaza Center (Petersen & Shuflin, 1957) – 300 Biscayne Boulevard Way (demolido en 2004 para permitir la construcción de EPIC Miami Residences and Hotel).[7]
- Imperial House (Melvin Grossman, 1963) – 5255 Collins Avenue.
- International Inn (Melvin Grossman, 1956) – 2301 Normandy Drive, Normandy Isle.
- Jackie Gleason House (Lester Avery, 1959) – 2232 Alton Road.
- Lincoln Road Mall (Morris Lapidus, 1960).
- Miami Herald (Naess & Murphy, 1960) – One Herald Plaza (demolido entre agosto de 2014 y febrero de 2015).
- Pepsi-Cola Bottling Pavilion (Daverman & Associates, ca. 1965) – 7777 NW 41st Street.
- Shalimar Motel (Edwin Reeder, 1950) – 6200 Biscayne Boulevard.
- Sinbad Motel (1953) – 6150 Biscayne Boulevard.
- South Pacific Motel (1953) – 6300 Biscayne Boulevard.
- Thunderbird Motel (Norman Giller, 1955) – 18401 Collins Avenue.
- Union Planters Bank (Francis Hoffman, 1958) – 1133 Normandy Drive.
- Vagabond Motel (Robert Swartburg, 1953) – 7301 Biscayne Boulevard.[8]